# Piper araquei
Piper araquei är en pepparväxtart som beskrevs av Truman George Yuncker. Piper araquei ingår i släktet Piper och familjen pepparväxter. Inga underarter finns listade i Catalogue of Life.